# Erich Trunz

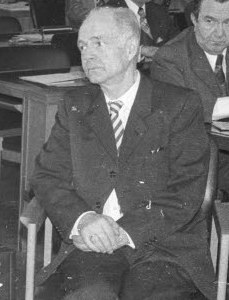
Erich Trunz (1975)

Erich Trunz (* 13. Juni 1905 in Königsberg; † 27. April 2001 in Kiel) war ein deutscher Germanist. Bis zu seiner Emeritierung im Jahr 1970 lehrte er als ordentlicher Professor für Neuere deutsche Sprache und Literatur.

## Leben
Erich Trunz war ein Sohn von Helene Trunz, geborene Fähser, und August Trunz (1875–1963), der damals promovierter Landwirtschaftsrat in Ostpreußen war. Sein Bruder Hansheinrich Trunz wurde 1908 geboren. Nach Gymnasialabitur 1925 in Allenstein und seinem Germanistikstudium in München, Königsberg und vor allem Berlin war Trunz zwischen 1931 und 1933 Assistent am Germanistischen Seminar der Universität Berlin – wo er 1932 zum Doktor der Philosophie promoviert wurde –, 1933 Lektor für deutsche Sprache an der Universität von Amsterdam und von 1933 bis 1935 Assistent am Seminar für Literaturgeschichte der Albert-Ludwigs-Universität Freiburg, wo er sich 1938 habilitierte und Dozent wurde. 1940 folgte er dem Ruf der Deutschen Universität Prag auf den Lehrstuhl für Neuere Deutsche Literatur, wo er bis 1945 lehrte.
1934 war er auf Aufforderung der Deutschen Gesandtschaft, welche die Lektoratsstelle in Amsterdam mitfinanziert hatte, Mitglied der NSDAP geworden. Später wurde er NSDAP-Schulungsleiter für Nord-Holland. 1939 und 1943/44 leistete er Kriegsdienst als Soldat, ab 1940 war er stellvertretender Dozentenführer im NS-Dozentenbund. 1942 wurde er zum „Leiter des Amts Wissenschaft“ in Prag ernannt. Ab 1943/44 sind erste Absetzbewegungen vom NS-Regime erkennbar. 1945 erfolgte dann die Flucht aus Prag.
Nach dem Zweiten Weltkrieg wurde Trunz’ Buch Deutsche Dichtung der Gegenwart (1937) in der Sowjetischen Besatzungszone auf die Liste der auszusondernden Literatur gesetzt. Trunz finanzierte sich zunächst als Herausgeber der Hamburger Ausgabe von Goethes Werken im Christian Wegner Verlag. 1950 wurde er Gastprofessor an der Universität München. Von 1952 bis 1972 war er Fachgutachter bei der Deutschen Forschungsgemeinschaft. 1954 wurde er als ordentliches Mitglied in die Historische Kommission für Westfalen gewählt (ab 1974 nur noch korrespondierend). 1955 erhielt er einen Lehrstuhl an der Westfälischen Wilhelms-Universität in Münster, wo er bereits seit 1950 lehrte. Von 1957 bis zur Emeritierung 1970 lehrte er als Ordinarius Neuere deutsche Sprache und Literatur an der Christian-Albrechts-Universität zu Kiel. Trunz war evangelisch und zuletzt verwitwet. Sein Sohn hieß Hermann Trunz.
Schwerpunkte seiner Forschungsarbeit waren die Dichtung des Barock und Johann Wolfgang von Goethe. Er wurde Ehrenmitglied der Historischen Kommission für ost- und westpreußische Landesforschung (1998).

## Veröffentlichungen
- Die Erforschung der deutschen Barockdichtung. Ein Bericht über Ergebnisse und Aufgaben. In: Deutsche Vierteljahrsschrift für Literaturwissenschaft und Geistesgeschichte. 18. Jahrgang (1940), S. 31 ff.
- als Hrsg.: Goethes Werke. Hamburger Ausgabe. 14 Bände mit Kommentar. Christian Wegner Verlag, Hamburg 1948–1960. Dazu: Registerband, 1964. Seit 1972 Beck, München; Umgearbeitete Neuauflage 1981.
- als Hrsg.: Deutsche Neudrucke (in der Reihe Barock). 1965–1980-.
- als Hrsg.: Kieler Studien zur deutschen Literaturgeschichte. 1966 ff.
- als Hrsg.: Goethe und der Kreis von Münster. 1971.
- als Hrsg.: Studien zu Goethes Alterswerken. 1971.
- als Hrsg.: Martin Opitz, Geistliche und weltliche Poemata. 3 Bände. 1975.
- Weimarer Goethe-Studien (= Schriften der Goethe-Gesellschaft. Band 61). Böhlau, Weimar 1980.
- Johann Matthäus Meyfart. Theologe und Schriftsteller in der Zeit des Dreißigjährigen Krieges. Beck, München 1987, ISBN 3-406-32138-0.
- Wissenschaft und Kunst im Kreise Kaiser Rudolfs II. 1576–1612 (= Kieler Studien zur deutschen Literaturgeschichte. Band 18). Wachholtz, Neumünster 1992, ISBN 3-529-03118-6.
- Weltbild und Dichtung im Zeitalter Goethes. Böhlau, Weimar 1993, ISBN 3-7400-0817-2.
- Deutsche Literatur zwischen Späthumanismus und Barock. Beck, München 1995, ISBN 3-406-39917-7.
- Ein Tag aus Goethes Leben: acht Studien zu Leben und Werk. Beck, München 1999, ISBN 3-7632-3821-2 (eingeschränkte Vorschau in der Google-Buchsuche).